# 文明系列 (小说)
「文明」系列是苏格兰作家伊恩·班克斯 (Iain M. Banks)创作的科幻小说系列，于 1987 年至 2012 年期间发行。故事以“文明”为中心，这是一个乌托邦式的后稀缺太空社会，由人形外星人以及生活在遍布银河系的宇宙殖民地中的先进超级人工智能组成。该系列主要展现了一个理想主义的先进文明与小而原始的低等文明间发生的碰撞。这些低等文明不认同它的理念，而且常常看起来行事野蛮。一些故事主要发生在「文明」之外，主角常常是「文明」的边缘成员，独立于「文明」之外，或者有意无意地充当「文明」的特工向整个银河播撒文明。每部小说都是一个独立的故事，有全新的人物，只不过偶尔引述前作中发生的事件。

## 「文明」
「文明」是一个由各种人形物种和人工智能组成的社会。小说中大约于9000年前建立。由于其大多数活体居民无需工作就可以拥有几乎任何东西，因此几乎不需要法律或执法，班克斯将这种文化描述为太空社会主义。  「文明」处于后稀缺经济阶段，其高度发达的技术实现了生产的完全自动化。  「文明」的成员主要生活在宇宙飞船和深空构造中。主要是因为「文明」的创始人希望避免，由行星经济所带来的，政治和企业权力结构的中心化。 高度先进的人工智能Minds负责大部分的规划和管理。 
尽管「文明」在经济和技术水平上远超大多数已知文明，但银河系事务仍有其他参与者。在《腓尼基启示录》中更古老的 Homomda文明更发达一些；Morthanveld人口更多，而且经济更发达，但由于其严格限制在社会中使用人工智能，发展略受阻碍。  有些不常参与银河事务的古老文明仍然拥有巨大潜力；更有抛弃物质形态，以非物质的多维能量存在的飞升文明。飞升文明一般不会干预物质世界。 
其他一些文明对「文明」的理念不甚感兴趣。 在与「文明」的战争期间，伊迪兰人及其盟友将人工智能Minds 对「文明」的控制视为一种偶像崇拜。   Homomda认为「文明」过度活跃而且理想主义。  「文明」的一些成员脱离了「文明」自立门户，被统称为”别有用心者“。其中包括和平派、AhForgetIt 倾向和Zetetic Elench 。还有一些暂时或永久退出了「文明」。 

## 系列书籍
文化系列包括九部小说和一部短篇小说集：
- 腓尼基启示录

- 游戏玩家

- 武器浮生录

- 尖端技术 (小说集)

- 无限异象

- 反叛者手记

- 向风守望

- 物质

- 表面细节

- 氢子崛起